# Иоганн фон Фрайбург
Иоганн фон Фрайбург (нем. Johann von Freiburg), Жан де Фрибур (фр. Jean de Fribourg; 26 мая 1396, Невшатель — 19 февраля 1458, Невшатель) — титулярный граф Фрайбурга, граф Невшателя (Нойенбурга), сеньор Баденвайлера. Единственный сын графа Конрада III фон Фрайбурга и Марии де Вержи — сестры Антуана де Вержи.

## Биография
Служил при дворе бургундских герцогов Жана Бесстрашного и Филиппа Доброго, представляя также интересы Берна.
В 1424 году после смерти отца унаследовал графство Невшатель.
В 1440 году назначен маршалом Бургундии, но в 1443 году сложил эту должность.
В 1444 году (8 сентября) передал своим племянникам Рудольфу IV и Гуго фон Хахберг-Заузенберг сеньорию Баденвайлер и город Баден.
Йоханн фон Фрайбург с 1416 года был женат на Марии де Шалон-Арле (ум. 27 апреля 1465), дочери графа Жана III де Шалон-Арле. У них родились сын и две дочери, но все трое умерли в детском возрасте.
После смерти Йоханна фон Фрайбурга его вдова унаследовала сеньории Серлье, Версель и Вуйлафан. Все остальные владения достались племяннику — вышеупомянутому Рудольфу IV фон Хахберг-Заузенбергу.